# Adam Laczkó
Adam Laczkó (Bratislava, Eslovaquia; 2 de abril de 1997) es un futbolista eslovaco. Juega de defensa y su equipo actual es el AS Trenčín cedido por el Slovan Bratislava.

## Trayectoria
Laczkó hizo su debut profesional en la Fortuna Liga con el Slovan Bratislava el 13 de agosto de 2016 contra el MFK Ružomberok. En 2020 se marchó cedido al AS Trenčín por una temporada.

## Clubes
| Club              | País       | Año               |
| ----------------- | ---------- | ----------------- |
| Slovan Bratislava | Eslovaquia | 2016 - actualidad |
| AS Trenčín        | Eslovaquia | 2020              |